# R. 제임스 울시 주니어
로버트 제임스 울시 주니어(Robert James Woolsey Jr., 1941년 9월 21일 ~ )는 미국의 전 CIA 국장이다. 빌 클린턴 시절 제13대 CIA 국장을 맡았다.
울시는 "모든 정보의 95%는 공개된 출처에서, 나머지 5%만이 비밀 출처에서 나온다"고 말했다. 즉, CIA 비밀 보고서 하단의 20개의 각주 중에 단 1개만이 다른 비밀 보고서를 출처로 하고 있으며, 19개의 출처는 뉴스나 논문, 저서 등 공개출처정보를 인용하고 있다는 의미이다.